# Stockport Castle
Stockport Castle är ett slott i Storbritannien.   Det ligger i distriktet Stockport i Greater Manchester i riksdelen England, i den centrala delen av landet, 250 km nordväst om huvudstaden London. Stockport Castle ligger 58 meter över havet.
Terrängen runt Stockport Castle är huvudsakligen platt, men österut är den kuperad. Runt Stockport Castle är det mycket tätbefolkat, med 1 517 invånare per kvadratkilometer. Närmaste större samhälle är Stockport, 0,18 km söder om Stockport Castle. Runt Stockport Castle är det i huvudsak tätbebyggt.